# Bohemund von Batrun
Bohemund von Batrun (* um 1199; † nach Oktober 1244) war durch Heirat Herr von Batrun in der Grafschaft Tripolis.
Er war der Sohn des Fürsten Bohemund III. von Antiochia und dessen vierter Frau Isabella von Farabel. Väterlicherseits war er ein Enkel von Raimund von Poitiers. Nach seinem Vater bzw. Großvater wurde er auch Bohemund von Antiochia bzw. Bohemund von Poitiers genannt.
Als Minderjähriger wurde er mit Isabella von Batrun verheiratet, der einzigen Tochter von Cäcilia von Batrun und Plebanus von Pisa und Erbin von deren Herrschaft Batrun. Aus dem Erbrecht seiner Frau wurde Bohemund mit der Herrschaft Batrun belehnt.
Im Oktober 1244 nahm er zusammen mit seinem ältesten Sohn Johann an der Schlacht von La Forbie teil. Die Schlacht endete in einer Niederlage, Vater und Sohn gerieten in muslimische Gefangenschaft, in der sie auch starben.
Mit Isabella hatte er vier Kinder:
- Johann († nach 1244)
- Wilhelm (II.) († nach 1262), ab 1244 Herr von Batrun, ab 1258 Konstabler von Jerusalem ⚭ Agnes von Sidon, Tochter von Balian Garnier
- Jakob († 1277) ⚭ Clarence von Hazart
- Isabella ⚭ Meillour de Ravendel, Herr von Maraclea